# BMW R 3
La BMW R 3 est une motocyclette des années 1930 fabriquée par la compagnie BMW.